# Michael McCullers
Michael McCullers (nacido en 1 de octubre de 1971) es un guionista y director de cine estadounidense. Es conocido por ser el guionista de películas como Austin Powers: The Spy Who Shagged Me, Austin Powers in Goldmember, Thunderbirds y Las aventuras de Peabody y Sherman.

## Filmografía

### Director
| Película  | Año  | Notas                |
| --------- | ---- | -------------------- |
| Baby Mama | 2008 | Debut como Director. |

### Guionista
| Película                              | Año  | Notas              |
| ------------------------------------- | ---- | ------------------ |
| Austin Powers: The Spy Who Shagged Me | 1999 |                    |
| Austin Powers in Goldmember           | 2002 |                    |
| Un héroe encubierto                   | 2002 |                    |
| Thunderbirds                          | 2004 |                    |
| Baby Mama                             | 2008 |                    |
| Las aventuras de Peabody y Sherman    | 2014 | Material adicional |
| The Boss Baby                         | 2017 |                    |
| Hotel Transylvania 3: Summer Vacation | 2018 |                    |
| The Boss Baby: Family Business        | 2021 |                    |
| Shrek 5                               | 2025 | Desarrollando      |